# Mutant Girls Squad
Mutant Girls Squad (Sentō Shōjo: Chi no Tekkamen Densetsu) è un film del 2010 diretto da Noboru Iguchi, Yoshihiro Nishimura e Tak Sakaguchi. È una storia fanta-horror.

## Trama
La liceale Rin, il giorno del suo sedicesimo compleanno, viene messa a conoscenza dai suoi genitori di essere metà umana e metà mutante e che svilupperà in breve tempo super poteri. Il giorno stesso, suo padre e sua madre vengono assassinati da parte delle truppe governative anti-mutanti. Rin sfugge al massacro della sua famiglia e trova protezione presso il clan Hiruko, capeggiato dal samurai travestito Kisaragi.
Rin viene sottoposta, insieme ad altre giovani ragazze-mutanti, ad addestramento sia per sviluppare ed affinare i propri super poteri, sia per combattere le truppe governative. Terminato con successo l'addestramento, le giovani combattenti del clan Hiruko, capitanate dalla carismatica Rin, vengono incaricate da Kisaragi di colpire il governo giapponese assassinando il Ministro della Difesa, principale ideatore della repressione ai mutanti.
La missione ha inizio e le giovani mutanti si sbarazzano con destrezza delle guardie governative, finché Rin, la cui parte umana le impedisce di continuare ad uccidere persone, decide di interrompere il tutto, provocando l'ira di Kisaragi che decide di eliminarla. Da una parte Rin e le sue più fedeli compagne, dall'altra Kisaragi e tutte le altre ragazze mutanti, il clan Hiruko si frammenta in due parti, di cui soltanto una continuerà ad esistere.

## Produzione
Ognuno dei tre registi ha diretto un terzo del film: Sakaguchi la prima parte, Iguchi la seconda e Nishimura la terza. Inoltre tutti e tre hanno recitato nel film (Sakaguchi nel ruolo dell'antagonista, Ibuchi e Nishimura in due camei).